# Holotrichia mizusawai
Holotrichia mizusawai är en skalbaggsart som beskrevs av Kobayashi 1986. Holotrichia mizusawai ingår i släktet Holotrichia och familjen Melolonthidae. Inga underarter finns listade i Catalogue of Life.